# 租賃事務審裁委員會 (安大略省)
租賃事務審裁委員會 是一個在加拿大安大略省運作的審裁處，依據《2006年住宅租賃法令》（Residential Tenancies Act, 2006）為業主與租客之間的爭議提供解決。它是受安大略省律政廳監察的13個審裁機構之一。

## 歷史
歷史上，安大略省的業主與租客關係受《業主與租客法令》（Landlord and Tenant Act）管限。當時，業主與租客之間的糾紛只能透過法院制度正式解決。
1998年，夏理斯（Mike Harris）的保守黨政府頒布了《租客保障法令》（Tenant Protection Act），設立了一個新的規管住宅租賃的制度。該法令設立了安大略省租賃事務審裁處（Ontario Rental Housing Tribunal），作為裁決糾紛的半司法機構（quasi-judicial body），從而將許多業主與租客法律（landlord-tenant law）由法院制度的司法管轄範圍除去。
該法令及審裁處被一些人批評為偏向於業主。2006年，麥堅迪（Dalton McGuinty）的自由黨政府廢除了該法令，取而代之的是現行的《2006年住宅租賃法令》，該法令解散了租賃事務審裁處（Rental Housing Tribunal）並設立了租賃事務審裁委員會（Landlord and Tenant Board）以取代它。

## 法律代表
在安大略省，當事人可以由獲安大略省律師會（Law Society of Ontario）批給牌照的個人代理，例如律師及法律輔助人員。

## 司法管轄權
根據《2006年住宅租賃法令》，審裁委員會對業主與租客之間的所有問題擁有司法管轄權。如果業主想在租客搬離租賃單位後向租客提出索賠，須透過安大略省小額錢債法庭（Ontario Small Claims Court）。

## 法例修訂
2016年9月，安大略省對《2006年住宅租賃法令》進行了修訂，使得家庭暴力受害者只需提前28天通知即可終止租契（lease）、租賃協議（tenancy agreement）或租賃合約（rental contract）。

## 外部連結
- 官方网站